# Jacques H. Drèze
Jacques H. Drèze (nascut el 1929) és un economista belga conegut per les seves contribucions a la teoria econòmica, l'econometria, i a la política econòmica així com per la seva importància en la professió. Drèze va ser el primer President de l'Associació Econòmica Europea el 1986, i President de la Societat Economètrica el 1970.

## Biografia
Nascut a Verviers (Bèlgica) el 5 d'agost de 1929, Jacques Drèze es va llicenciar en economia a la Universitat de Lieja, i després es va doctorar a la Universitat de Colúmbia, amb una tesi sobre "Presa de Decisions Individuals sota Incertesa Parcialment Controlable" supervisada per William Vickrey. Després d'un primer treball acadèmic a la Universitat Carnegie Mellon a Pittsburgh, va anar a la Universitat Catòlica de Lovaina el 1958, i ha estat allà des de llavors, a més de visites a la Universitat de Northwestern, la Universitat de Chicago i la Universitat de Cornell fins al seu retir de la docència i l'administració el 1989. Des del seu retir nominal roman actiu en recerca.
El 1980 es va convertir en membre estranger de la Reial Academia Neerlandesa d'Arts i Ciències (Koninklijke Nederlandse Akademie van Wetenschappen o KNAW).
L'any 2008 va ser anomenat Doctor Honoris Causa per la Universitat Autònoma de Barcelona
Jacques Drèze té cinc fills, inclòs l'economista i activista contra la fam Jean Drèze, que ha col·laborat en tres llibres amb Amartya K. Sen. El seu primer fill, Benoît Drèze és un polític belga. Un altre fill, Xavier Drèze, era professor de màrqueting a UCLA.

## Contribucions a l'economia
Les contribucions de Drèze a l'economia combinen rellevància política i tècniques matemàtiques.
"De fet, els models bàsicament juguen el mateix paper en l'economia que a la moda: proporcionen un marc articulat en el qual mostrar el seu material amb avantatge ... un paper útil, però ple dels perills en què el dissenyador pot deixar-se portar per la seva inclinació personal cap al model, mentre que els clients poden oblidar que el model és més racional que la realitat ".

### Economia de la incertesa i la seguretat

#### Preferències segons l'estat de la natura
Entre els jocs d'estratègia i els jocs contra l'entorn, hi ha un terreny intermedi on les incerteses són parcialment controlables pel responsable de la presa de decisions: situacions denominades "jocs de força i habilitat" per von Neumann i Morgenstern, o " risc moral "en treballs posteriors. Aquests problemes de risc moral han estat discutits per Jacques Drèze en la seva dissertació, que va portar al document de 1961 (8), l'anàlisi va ser generalitzat el 1987 i simplificat el 2004. La teoria de Drèze permet preferències segons l'estat de l'entorn. El comportament racional es caracteritza novament per la maximització de la utilitat esperada subjectiva, on la utilitat depèn de l'estat, i la maximització abasta l'elecció d'una probabilitat subjectiva òptima a partir d'un conjunt factible subjacent.

#### Disposició per pagar
Amb referència a les preferències dependents de l'estat i el risc moral, una aplicació natural de l'interès dels economistes es refereix a la provisió de seguretat, per exemple, a través d'inversions viàries destinades a salvar vides. En aquesta àrea, Jacques Drèze va introduir el 1962 (12) l'enfocament de "disposició a pagar", que ara és àmpliament adoptat. Aquest enfocament es basa en les preferències individuals agregades segons la teoria dels béns públics. L'enfocament de la disposició a pagar encaixa d'aquesta manera en la teoria econòmica.

#### Assajos sobre decisions econòmiques sota incertesa
El treball de Jacques Drèze sobre l'economia de la incertesa fins a mitjans dels anys vuitanta es recull en el seu volum d'Assaigs sobre decisions econòmiques en la incertesa (B2), publicat el 1987.
El llibre està organitzat en set parts, que abasten successivament la teoria de la decisió, l'assignació del mercat, el consum, la producció, l'empresa en mercats incomplets, el treball i les decisions públiques. En l'epígraf de l'assignació de mercat ve un article important (21) sobre la interpretació i les propietats del model d'equilibri general iniciat per Kenneth Arrow (1953). La peça més important en la següent part és un article clàssic amb Franco Modigliani sobre estalvi i elecció de cartera sota incertesa (28). Segueixen tres articles sobre l'equilibri de la indústria (17).

### Economia d'equilibri general amb rigideses de preus: equilibris de Drèze
Vegeu també: Teoria de l'equilibri general

#### Rigideses de preus
A principis dels anys setanta, motivat pel paper potencial de les rigideses dels preus per millorar l'eficiència del repartiment de riscos, Jacques Drèze es va comprometre a definir equilibris amb rigideses de preus i restriccions quantitatives i estudiar les seves propietats en un context d'equilibri general. El seu document de 1975 (36, distribuït el 1971) introdueix l'anomenat "equilibri de Drèze" en què l'oferta (o la demanda) es veu limitada només quan els preus són cap avall (o respectivament cap amunt) rígids, mentre que un producte preseleccionat (per exemple, diners) no està mai racionat. Aquest document és un clàssic àmpliament citat. Va ser seguit per diversos altres, explorant les propietats del nou concepte. De particular importància per als desenvolupaments futurs és un document conjunt amb Pierre Dehez (55), que estableix l'existència d'equilibris de Drèze sense rigideses del costat de la demanda. Aquests es diuen "equilibris d'oferta limitada". Corresponen a les situacions macroeconòmiques empíricament rellevants.

#### Econometria i el Programa Europeu d'Atur
Dos joves economistes francesos, Jean-Pascal Bénassy (1975) i Yves Younes (1975), van abordar el mateix problema des d'un angle macroeconòmic, per al cas més restrictiu de preus fixos. Va desenvolupar un viu interès en les economies de preu fix, i específicament en un model macroeconòmic de tres béns, formulat per primera vegada per Robert Barro i Herschel Grossman (1971) i després estudiat extensament per Edmond Malinvaud (1977).
Aquest model va convidar a l'estimació empírica. Els nous desafiaments estadístiques plantejats per la "econometria de desequilibri" van ser atacats en CORE per dos estudiants de Jacques Drèze, és a dir, Henri Sneessens (1981) i Jean-Paul Lambert (1988), les dissertacions van ser publicades i àmpliament llegides. Drèze i Sneessens van proposar i van estimar un model de desequilibri de l'economia oberta de Bèlgica (71). Aquest model es va convertir en el model prototípic estimat pel Programa Europeu d'Atur, que sota la guia de Drèze i Richard Layard va desenvolupar models similars per a deu països (B4, 93, 94). Els resultats d'aquest esforç reeixit van ser inspirar recomanacions de política a Europa durant diversos anys.

#### Equilibris de subministrament limitat
Els següents passos en la investigació teòrica van venir amb el treball de John Roberts sobre els equilibris de limitació d'ofertes a preus competitius, i després amb la dissertació de Jean-Jacques Herings a Tilburg (1987, 1996). En ambdós casos, apareixen resultats sobre l'existència d'un continu d'equilibris de Drèze.
Seguint el treball de Roberts i Herings, Drèze va demostrar l'existència d'equilibris amb una reigidez arbitràriament severa de l'oferta. Després, en un document conjunt amb Herings i altres, Drèze va establir l'existència genèrica d'un continu d'equilibris d'oferta restringida amb rang de Pareto per a una economia estàndard amb alguns preus fixos.
Una explicació intuïtiva d'aquest sorprenent resultat és la següent: si alguns preus són fixos i els restants són flexibles, el nivell dels últims preus respecte del primer introdueix un grau de llibertat que explica la multiplicitat d'equilibris; a nivell mundial, menys rigidesa s'associa amb un major nivell de preus; la multiplicitat d'equilibris forma així una compensació entre inflació i atur, comparable a una corba de Phillips. En aquesta anàlisi, el continu s'interpreta com a reflex de fallades de coordinació, no de dinàmiques de preus a curt termini a la Phillips. El fet que les rigideses preu-salari puguin sostenir les fallades de coordinació afegeix un nou gir a les explicacions de la desocupació involuntària. Alhora, els equilibris múltiples creen problemes per a la definició d'expectatives i introdueixen una nova dimensió d'incertesa.

#### Costos marginals i economies d'escala
"Començant amb un treball en Econometrica de Dierker, Guesnerie i Neuefeind (1985), es va desenvolupar una teoria de l'equilibri general per a economies amb conjunts de producció no convexos, on les empreses segueixen regles de preus ben definides. En particular, hi ha teoremes de creixent generalitat. Cobreixen (en certa manera, a causa de diverses diferències en les suposicions) el cas dels preus de Ramsey-Boiteux Aquells interessats principalment en les aplicacions poden expressar escepticisme, potser fins i tot escepticisme horroritzat, a l'adonar-se que 90 pàgines es van dedicar a l'existència de proves d'equilibri en economies no convexes, sota formulacions alternatives de la suposició que la fixació de preus de costos marginals implica pèrdues limitades a preus normalitzats. no obstant això, crec que la investigació econòmica ha d'abastar l'espectre complet des aplicacions concretes fins a aquest nivell d'abstracció ".

#### Finances i diversificació de riscos
Drèze va donar una conferència pública sobre "Capital humà i risc". La idea innovadora aquí és la transposició del raonament subjacent a la teoria dels "contractes laborals implícits" per a la comprensió de les rigideses salarials i els beneficis d'atur. Quan els mercats estan incomplets, de manera que els treballadors no poden assegurar els riscos associats amb les seves condicions d'ocupació futures, la compensació competitiva dels mercats laborals espot no és la millor eficiència: les rigideses salarials i els beneficis de la desocupació ofereixen possibilitats de millora .
La conferència desenvolupa aquest tema de manera informal. La conclusió, establerta amb referència específica als mercats laborals, té una validesa més general. S'aplica a qualsevol situació on la incertesa no assegurable sobre els preus futurs resulta en costos de benestar. Tot i que les rigideses dels preus impliquen una pèrdua d'eficiència productiva, això pot ser més que compensat per un guany d'eficiència en la distribució del risc. El que pot ser específic del mercat laboral és la possibilitat realista de controlar els salaris (mínims) i organitzar la compensació per desocupació. L'anàlisi implica que l'afirmació que la flexibilitat salarial és eficient requereix observacions.
Per a les "rigideses preu-salari", la presència de rigideses rep una explicació en la Secció Set de la conferència de Drèze: En mercats incomplets, les rigideses salarials contribueixen a l'eficiència de la distribució de riscos. El tema de la conferència de 1979 es recull en diversos documents, explorant la definició i la implementació de rigideses salarials.
Des de llavors, Jacques Drèze ha examinat les formes de conciliar la flexibilitat dels costos laborals de les empreses amb l'eficiència del repartiment del risc dels ingressos laborals, si cal a través de subsidis salarials.

### Política econòmica
Vegeu també: Atur
Després de l'aparició de la desocupació europeu massiu en la dècada dels 70, Jacques Drèze va treballar amb Franco Modigliani en polítiques macroeconòmiques. Va resultar un document, que conté algunes innovacions metodològiques (una formulació primerenca del "model salarial sindical" i la síntesi bayesiana d'estimacions clàssiques de diversos models). També conté una discussió innovadora sobre el treball compartit, un tema al qual Drèze va tornar.
A la dècada dels 80 i principis de la dècada dels 90, Drèze va escriure sobre la política econòmica, fent campanya per a polítiques bilaterals d'estimulació de la demanda i reestructuració de l'oferta. Amb Edmond Malinvaud, Drèze va organitzar un grup de tretze economistes belgues i francesos que van escriure "Creixement i ocupació: l'abast d'una iniciativa europea": aquest document ha advocat per un ambiciós programa d'inversions públiques juntament amb l'eliminació de les contribucions a la seguretat social dels empleats amb els salaris mínims. Aquest document ha influït en els programes de contribucions reduïdes sobre salaris baixos introduïdes recentment en diversos països, especialment a França i Bèlgica.
La lògica d'aquestes polítiques a dues mans es destaca més a la llum de la feina d'error de coordinació. Aquests errors es posen remei naturalment a través de l'estimulació de la demanda. Però els fracassos tendeixen a ser recurrents, de manera que la despesa deficitari podria conduir al creixement continu del deute públic. En conseqüència, l'estimulació de la demanda hauria de prendre la forma d'inversions socialment rendibles, amb rendiments que cobreixin el servei del deute. Substituint les inversions rendibles i les contribucions variables a la seguretat social per la despesa deficitari i la rigidesa dels salaris directes, les polítiques propostes a dues mans difereixen del keynesianisme ortodox o de les polítiques neokeynesianes.

### Economia pública
Vegeu també: Economia pública, i Joseph Stiglitz
"Estic impressionat per la profunditat i amplitud de coneixement que un economista públic seriós somia amb dominar. L'espectre metodològic inclou en un extrem aspectes pràctics i institucionals dels preus de serveis públics, impostos o provisió d'atenció mèdica, que li donen al camp la seva contingut substantiu. Els problemes reals que es troben en aquestes i moltes altres àrees ofereixen marge per a l'anàlisi matemàtica d'equilibri general de les polítiques de segon millor. a l'altre extrem de l'espectre hi ha el modelatge abstracte d'economies amb tecnologies no convexes o incertesa i mercats incomplets. Espectre, degudament il·lustrat aquí, no em sento desesperat ni resignat a una especialització limitada, però probablement massa estesa ".

### Econometria bayesiana d'equacions simultànies
Un important subproducte de la teoria de les decisions racionals sota incertesa ha estat el sorgiment de l'enfocament bayesià de les estadístiques, que considera que els problemes de decisió estadística no són diferents d'altres problemes de decisió, i els problemes d'inferència estadística es refereixen a la revisió dels aspectes subjectius de probabilitats sobre la base d'observacions. L'anàlisi bayesià de models economètrics estructurals planteja dificultats específiques, vinculades a l'anomenat "problema d'identificació", il·lustrat fàcilment per un mercat únic: observem els preus i les quantitats en la intersecció de l'oferta i la demanda, mentre que desitgem estimar les corbes de l'oferta i la demanda. El desenvolupament de mètodes Bayesians adequats per a aquest problema va seguir la circulació el 1962 d'un Document de Discussió de Jacques Drèze, completament desenvolupat en diversos articles posteriors (34, 39, 41).

## Llideratge
Jacques Drèze va participar en la creació de diverses institucions que han enfortit la investigació econòmica a Europa, en particular el Centre d'Investigació Operativa i Econometria (CORE), el Programa de Doctorat Europeu en Economia Quantitativa (EDP) i l'Associació Econòmica Europea (EEE) .

### CORE
CORE es va crear el 1966 i ràpidament es va convertir en un important centre d'investigació d'importància internacional. Jacques Drèze va ser l'instigador, l'organitzador, el primer director i un antic president de CORE. Les seves connexions exteriors van ser fonamentals per reunir suport extern i atraure membres o visitants estrangers. Segons l'expressat per Robert Aumann, CORE és "un caldo de cultiu únic, un lloc on la fertilització creuada condueix a la concepció de noves idees, com en un úter: un ambient càlid i de suport en què aquestes idees poden créixer i madurar ". El resultat de la recerca en CORE des de 1966 és fins a la data són uns 110 llibres, 125 dissertacions de doctorat, 1700 articles publicats. Els documents de discussió ara amitjanen 85 per any. A més, CORE ha servit com a model, emulat en altres països europeus, sovint a mans d'antics membres o visitants de CORE: Bonn, per GREQAM a Marsella, Center a Tilburg o Delta a París.

### Estudis de doctorat i el Programa de Doctorat Europeu en Economia Quantitativa
També en CORE, i novament per iniciativa de Jacques Drèze, EDP es va concebre el 1975. Dues idees es van unir:
- Una institució no hauria organitzar el seu propi programa de doctorat si no pot funcionar tan bé com les institucions líders en altres llocs.
- L'educació per a la investigació es millora molt si els estudiants assisteixen a almenys dues institucions, i així se'ls fa escoltar opinions enfrontades i formar les seves pròpies! Aquestes idees es van realitzar sota EDP, on diverses universitats organitzen un programa de doctorat conjunt, amb tots els estudiants assistint almenys a dues institucions i tenint accés als supervisors de totes dues. Uns 120 estudiants s'han graduat sota aquest programa, que novament ha estat emulat per altres a Europa.

### Associació Econòmica Europea
El 1985, EEA va ser concebuda per Jean Gabszewicz i Jacques Thisse, tots dos de CORE. El primer secretari va ser Louis Phlips de CORE i Jacques Drèze va ser el primer president. Avui, l'EEA patrocina el Journal of the European Economic Association (JEEA), celebra reunions anuals i organitza escoles d'estiu per a joves investigadors.